# Cercozoa
Die Cercozoa („Cercus“ von griech. kerkos „Schwanz“ und „zoa“ von griech. „Tier“) sind einzellige Eukaryoten, also Lebewesen mit Zellkernen. Nach der Systematik der Eukaryoten von Adl u. a. 2005 werden sie zu den Rhizaria gezählt.

## Merkmale
Diese Gruppe beinhaltet mehrere Kladen, die keine hervorstechenden morphologischen oder verhaltensbiologische Merkmale haben. Sie besitzen zwei Cilien und/oder sind amöboid, meist mit Filopodien. Die Cristae der Mitochondrien sind meist Tubuli. Zysten sind häufig. Das Kinetosom ist über das Zytoskelett mit dem Zellkern verbunden. Gewöhnlich besitzen sie Microbodies und Extrusomen. Drei Gruppen haben unabhängig voneinander Schalen entwickelt.
Im Allgemeinen ernähren sich die Cercozoa heterotroph, lediglich die Chlorarachniophyta sind durch die sekundäre Endosymbiose mit Grünalgen zur Photosynthese befähigt. Paulinella chromatophora besitzt primäre Plastiden von Cyanobakterien-Ursprung, und möglicherweise besitzt auch Auranticordis quadriverberis Endosymbionten. Es gibt einige kleine Gruppen von Endoparasiten, die meisten Arten sind jedoch freilebende Zooflagellaten.

## Vorkommen
Die Cercozoa leben weltweit in Süß- und Salzwasser sowie in Böden. Zu ihnen zählen etliche der häufigsten Protozoen.

## Systematik

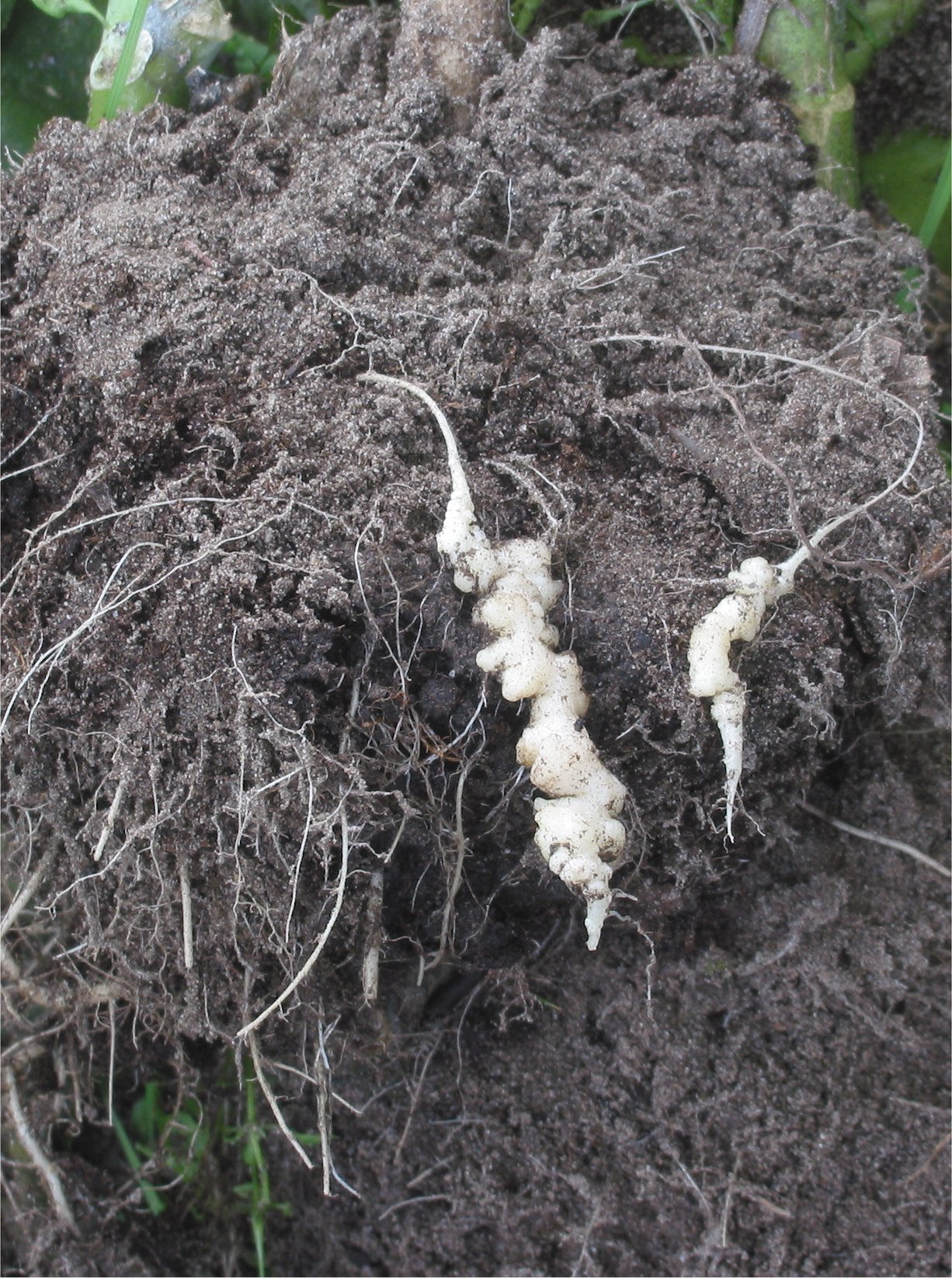
Plasmodiophora brassicae, Erreger der Kohlhernie, an den Wurzeln von Blumenkohl

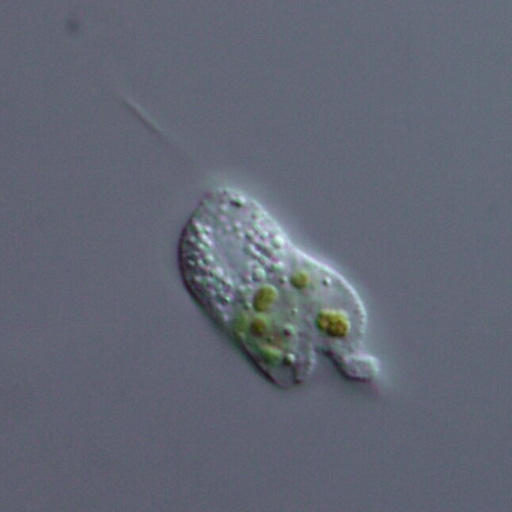
Cercomonas sp.

Nach Adl u. a. (2005) umfassen die Cercozoa folgende Gruppen ohne Rangstufe:
- Cercomonadida
  - Cercomonadidae
  - Heteromitidae
- Silicofilosea
  - Thaumatomonadida
  - Euglyphida
- Chlorarachniophyta
- Phytomyxea
- Phaeodarea
- Nucleohelea
  - Clathrulinidae
  - Gymnosphaerida
- incertae sedis innerhalb der Cercozoa:
  - Cryothecomonas
  - Gymnophrys
  - Lecythium
  - Massisteria
  - Metopion
  - Proleptomonas
  - Pseudodifflugia

Dieselbe Arbeitsgruppe passte die Systematik jedoch 2012 deutlich an:
- Cercozoa Cavalier-Smith 1998, emend. Adl et al. 2005 (R)
  - Cercomonadidae Kent 1880, emend. Mylnikov & Karpov 2004 [= Cercomonadida Poche 1913, emend. Vickerman 1983, emend. Mylnikov 1986, emend. Karpov et al. 2006; Cercobodonidae Hollande 1942]
  - Pansomonadida Vickerman 2005
  - Glissomonadida Howe & Cavalier-Smith 2009 [Heteromitidae Kent 1880, emend. Mylnikov 1990, emend. Mylnikov & Karpov 2004; Bodomorphidae Hollande 1952]
    - Viridiraptoridae Hess & Melkonian 2013 mit Viridiraptor und Orciraptor (nachträglich von diesen Autoren hinzugefügt)

  - Tremula Howe et al. 2011 (M)
  - Metromonadea Cavalier-Smith 2007, emend. Cavalier-Smith 2011
  - Granofilosea Cavalier-Smith & Bass 2009
    - Clathrulinidae Claus 1874 [Desmothoracida Hertwig & Lesser 1874]
      - Incertae sedis Clathrulinidae: Servetia

  - Thecofilosea Cavalier-Smith 2003, emend. Cavalier-Smith 2011
    - Phaeodarea Haeckel 1879 [Tripylea Hertwig 1879]
      - Phaeoconchia Haeckel 1879
      - Phaeocystina Haeckel 1879
      - Phaeogromia Haeckel 1879
      - Phaeosphaeria Haeckel 1879

    - Cryomonadida Cavalier-Smith 1993 (R)
      - Rhizaspididae Skuja 1948
      - Protaspidae Cavalier-Smith 1993 (R)

    - Ventricleftida Cavalier-Smith 2011
    - Ebriacea Lemmermann 1901 [Ebriidae Poche 1913]
    - Incertae sedis Thecofilosea: Chlamydophryidae de Saedeleer 1934, emend. Meisterfeld 2002
      - Incertae sedis Chlamydophryidae de Saedeleer 1934: Capsellina, Chlamydophrys, Clypeolina, Diaphoropodon, Lecythium, Leptochlamydophrys, Penardeugenia

    - Incertae sedis Thecofilosea: Botuliforma, Mataza, Pseudodifflugia

  - Imbricatea Cavalier-Smith 2011 [Cavalier-Smith 2003]
    - Spongomonadida Hibberd 1983 [Spongomonadidae Karpov 1990]
    - Nudifila Cavalier-Smith & Howe 2009 (M)
    - Marimonadida Cavalier-Smith & Bass 2011
    - Silicofilosea Adl et al. 2005, emend. Adl et al. 2012
      - Thaumatomonadida Shirkina 1987 [Thaumatomastigidae Patterson & Zölfell 1991]
        - Thaumatomonadidae Hollande 1952
        - Peregriniidae Cavalier-Smith 2011

      - Euglyphida Copeland 1956, emend. Cavalier-Smith 1997
        - Euglyphidae Wallich 1864, emend Lara et al. 2007
        - Assulinidae Lara et al. 2007
        - Trinematidae Hoogenraad & De Groot 1940, emend Adl et al. 2012
        - Cyphoderiidae de Saedeleer 1934
        - Paulinellidae de Saedeller 1934, emend. Adl et al. 2012
        - Incertae sedis Euglyphida: Ampullataria, Deharvengia, Euglyphidion, Heteroglypha, Matsakision, Pareuglypha, Pileolus, Sphenoderia, Tracheleuglypha, Trachelocorythion.

    - Incertae sedis Imbricatea: Clautriavia, Discomonas.

  - Chlorarachniophyta Hibberd & Norris 1984
  - Vampyrellida West 1901, emend. Hess et al. 2012
    - Vampyrellidae Zopf, 1885

  - Phytomyxea Engler & Prantl 1897
  - Filoreta Bass & Cavalier-Smith 2009
  - Gromia Dujardin 1835
  - Ascetosporea Sprague 1979, emend. Cavalier-Smith 2009
    - Haplosporida Caullery & Mesnil 1899
    - Paramyxida Chatton 1911
    - Claustrosporidium Larsson 1987
    - Paradiniidae Schiller 1935

  - Incertae sedis Cercozoa: Psammonobiotidae Golemansky 1974, emend Meisterfeld 2002
  - Incertae sedis Cercozoa: Volutellidae Sudzuki 1979

## Nachweise
1. ↑  Chitchai Chantangsi, Heather J. Esson, Brian S. Leander: Morphology and molecular phylogeny of a marine interstitial tetraflagellate with putative endosymbionts: Auranticordis quadriverberis n. gen. et sp. (Cercozoa). BMC Microbiology, Band 8, 2008, Publikation 123, (online)
2. ↑  David Bass, Thomas Cavalier-Smith: Phylum-specific environmental DNA analysis reveals remarkably high global biodiversity of Cercozoa (Protozoa). International Journal of Systematic and Evolutionary Microbiology, Band 54, 2004, S. 2393–2404, doi:10.1099/ijs.0.63229-0
3. ↑  Sina M. Adl et al.: The New Higher Level Classification of Eukaryotes with Emphasis on the Taxonomy of Protists. The Journal of Eukaryotic Microbiology, Band 52, 2005, S. 399–451, doi:10.1111/j.1550-7408.2005.00053.x
4. ↑  Adl, S. M., Simpson, A. G. B., Lane, C. E., Lukeš, J., Bass, D., Bowser, S. S., Brown, M. W., Burki, F., Dunthorn, M., Hampl, V., Heiss, A., Hoppenrath, M., Lara, E., le Gall, L., Lynn, D. H., McManus, H., Mitchell, E. A. D., Mozley-Stanridge, S. E., Parfrey, L. W., Pawlowski, J., Rueckert, S., Shadwick, L., Schoch, C. L., Smirnov, A. and Spiegel, F. W. (2012): The Revised Classification of Eukaryotes. Journal of Eukaryotic Microbiology, 59: 429–514, 2012, PDF Online